# Frankleigh Park
Frankleigh Park est une banlieue de la cité de New Plymouth, dans l’ouest de l’ile du Nord de la Nouvelle-Zélande.

## Situation
Elle est localisée dans le sud de la cité de New Plymouth. La banlieue est construite autour du site de l’installation de la ferme du premier colon qui fut Henry King et nommée Woodleigh, pour son père William Cutfield King (en).

## Population
Selon le recensement de 2013 en Nouvelle-Zélande, qui dénomme le secteur seulement par le nom : « Frankleigh », la banlieue avait une population de 3 456 habitants pour 2013, en augmentation de 9 personnes depuis le recensement de 2006.

## Histoire
La banlieue est une des plus anciennes et des plus solidement établies de la cité, siégeant dans la vallée de la rivière « Huatoki ». Elle est localisée entre les banlieues de Westown vers l’ouest et Vogeltown vers l’est.
Les rues principales comprennent « Brois Street », « Veale Road », « Frankley Road », « Fernleigh Street », « Govett Avenue », et « Ashmore Drive ». Frankleigh Park est le siège de l’école primaire, d’un jardin d’enfants et d’un centre commercial et a aussi 2 grands parcs nommés : « Sutherland Park » et « Ferndale Park ».

## Éducation
- L’école de Woodleigh School est une école mixte, contribuant au primaire (allant de l’année 1 à 6) avec un effectif de 372 élèves en mars 2020[3].